# Dutch Approach
Dutch Approach is een vierdelige documentaireserie uit 2000 van René Roelofs over de Treinkaping bij Wijster in 1975. Daarnaast is het een benaming voor uiteenlopende Nederlandse tactieken en strategieën.

## Opzet
Dutch Approach bestaat uit vier delen en werd in 2000 uitgezonden door de NPS. Deze delen zijn de volgende:
- Deel 1 - Gebroken beloften (uitgezonden 6 november)
- Deel 2 - De daad bij het woord (13 november)
- Deel 3 - Het woord van de regering (20 november)
- Deel 4 - Codewoord Mercedes (27 november)

## Documentaire
De documentaire is voornamelijk een reconstructie van de handelwijze van de Nederlandse overheid tijdens deze gijzelingsactie. Aan de documentaire werkten veel betrokkenen mee onder wie gegijzelden en kapers.
Naast de treinkaping bij Wijster werd in de documentaire ook aandacht besteed aan andere Molukse acties in de jaren 1970.

## Onderhandelingstactiek
De titel van de documentaire slaat op de handelwijze van de Nederlandse overheid bij gijzelingsacties: de kapers door de onderhandelaars zo lang mogelijk aan de praat houden, tijd rekken en niet toegeven aan eisen van de kapers. Hiermee hoopten zij dat de gijzelnemers op enig tijdstip zelf een einde aan de kaping zouden maken. Deze methodiek werd door buitenlanders bewonderend Dutch Approach genoemd. Deze term werd later op meer zaken toegepast, met name op de combinatie van veiligheidsstrategieën, diplomatie en opbouw bij missies in conflictgebieden als Afghanistan.